# Stazione di Alghero Sant’Agostino
Stazione di Alghero Sant'Agostino vasútállomás Olaszországban, Szardínia régióban, Alghero településen.

## Vasútvonalak
Az állomást az alábbi vasútvonalak érintik:
- Sassari-Alghero-vasútvonal

## Kapcsolódó állomások
A vasútállomáshoz az alábbi állomások vannak a legközelebb: 
- Punta Moro railway station (Stazione di Sassari, Sassari-Alghero-vasútvonal)
- San Giovanni railway station (–1988)